# Julie Ertel
Julie Ertel ou Julie Swail (Anaheim, 27 de dezembro de 1972) é uma ex-jogadora de polo aquático e triatleta estadunidense, medalhista olímpica.

## Carreira
Julie Ertel fez parte do elenco medalha de prata em Sydney 2000.
No Triatlo foi campeão pan-americana em 2007 e em Pequim 2008, ficou em 19º lugar